# Levels (Lied)
Levels ist ein Lied des schwedischen DJs Avicii. Es wurde am 28. Oktober 2011 über Universal Music als digitale Single veröffentlicht. In Deutschland erschien es am 31. Oktober 2011. Das Lied wurde von Avicii und Ash Pournouri komponiert und produziert, während im Break ein Stimmsample des Liedes Something’s Got a Hold on Me von Etta James verwendet wird. Das Lied ist auf der japanischen CD-Version von Aviciis Debütalbum True enthalten. Levels wird von verschiedenen Kritikern nicht nur als bester Song von Avicii, sondern auch als einer der besten Songs des EDM-Genres aller Zeiten bezeichnet. Ausschlaggebend dafür wären sein großer Charterfolg und sein unverkennbarer Synthesizerriff.

## Hintergrund
Avicii experimentierte im Jahr 2010 mit einem Vocal-Sample des 1962 erschienenen Gospel-Liedes Something’s Got a Hold on Me von Etta James, das von Leroy Kirkland, Pearl Woods und Etta James geschrieben wurde. Das Sample basiert auf der Version, in der es beim Song Finally Moving von Pretty Lights im Jahr 2006 verwendet wurde. Am 11. Dezember 2010 spielte er in einem DJ-Mix, den er für eine Show des Radiosenders BBC Radio 1 produzierte eine instrumentale Demo-Version von Levels. Später fusionierte er den Gesang mit der Endfassung des Instrumentals.
Im März 2011 spielte Avicii Levels in voller Länge bei seinem Auftritt beim Ultra Music Festival, woraufhin es sich im Internet schnell verbreitete. Aviciis Manager Arash Pournouri, der auch an der Komposition beteiligt war, knüpfte einen Kontakt zu Universal Music, die den Song für die Veröffentlichung signierten.
Nachdem das Lied am 28. September 2011 als Promo-Single über Island Records erschien, wurde es einen Monat später, am 28. Oktober 2011 über Universal Music in mehreren europäischen Ländern als digitale Single veröffentlicht. Am 31. Oktober 2011 erschien Levels digital im deutschsprachigen Raum Europas. Im Februar 2012 wurde mit der Maxi-CD-Veröffentlichung des Tracks Aviciis eigenes Plattenlabel Le7els eröffnet.
Am 5. Mai 2013 erschien in Südkorea eine Gesangs-Version des Songs. Diese entstand in Zusammenarbeit mit dem südkoreanischen K-Pop-Sänger Seulong, der als Mitglied Boygroup 2AM bekannt ist. Eine weitere Vocal-Version wurde mit dem US-amerikanischen Pop-Musiker Mike Posner produziert, diese Version wurde jedoch verworfen.

## Musikvideo
Das offizielle Musikvideo zum Lied wurde am 29. November 2011 auf YouTube veröffentlicht. Die Regie führte Petro. Der Videoclip beginnt mit einem schon am Anfang abwesend wirkenden Mann, der sich in einem Büro aufhält und sich mit einer Kollegin unterhält, als er plötzlich zu tanzen beginnt. Er kritzelt das Wort Avicii auf verschiedene Oberflächen und tanzt auf den Tischen, wobei ihn seine Kollegen missbilligend ansehen. Er wird von einem Polizisten durch einen Taser außer Gefecht gesetzt und fällt ins Koma. Er kommt in ein Krankenhaus und wird an ein Bett gefesselt. Als die Krankenpfleger eine Blüte anfassen, die ihm aus dem Mund wächst, werden sie angesteckt und beginnen ebenfalls unkontrolliert zu tanzen. Am Ende des Videos tanzen alle Ärzte und Krankenschwestern.

## Rezeption

### Verwendung
Levels war im Pilotfilm der US-amerikanischen Action-Fernsehserie Arrow zu hören. Auch verschiedene Sport-Clubs, darunter die USC Trojans griffen während ihrer Spiele auf den Song zurück. 2012 stellte es die Hymne der Miss Universe 2012 Swimsuite Competition dar. Im selben Jahr war es während des Super Bowls im Werbespot der Biermarke Bud Light Platinum zu hören.
Nach dem UEFA-Champions-League-Finale 2018 zwischen FC Liverpool und Real Madrid in Kiew wurde es in voller Länge gespielt.
Die Verwendung des Vocal-Samples des seit Anfang des Jahres zu hörenden Levels, inspirierte den US-amerikanischen Rapper Flo Rida zur Produktion einer eigenen Version auf Grundlage von Etta James’ Something’s Got a Hold on Me. Das Resultat bildet das Lied Good Feeling, das in den USA bereits im August 2011 erschien. In Deutschland wurde es am 11. November 2011, somit knapp zwei Wochen nach Levels veröffentlicht.
Mike Candys und Jack Holiday veröffentlichte Ende Februar 2012 eine Coverversion des Liedes Children von Robert Miles mit der Kennzeichnung Higher Level Mix, das ein Verweis auf Levels darstellt. Hintergrund ist der Stil des Remix’, der dem von Levels gleicht.
Ende 2015 produzierte der italienische DJ Ninni Angemi das Lied Secrets von Tiësto, KSHMR und Vassy im EDM-Stil verschiedener Jahre. Die 2012er Version basiert auf dem Stil von Levels und auch das Video dieser Version ist ein Zusammenschnitt des offiziellen Levels-Musik-Videos.

### Rezensionen
Maxumi vergab 5 Sterne an das Lied und lobt, dass die „fröhliche Elektronikhymne“ „uns auf die Beine“ bringe und „in eine euphorische Stimmungslage“ versetze („This cheery electro anthem will have us on our feet, in a euphoric state of mind.“).

## Kommerzieller Erfolg

### Chartplatzierungen
Levels wurde zu einem weltweiten Erfolg. Es erreichte in über 16 Ländern, darunter in Deutschland, Italien und Dänemark, Top-10-Platzierungen. Zudem wurde es Aviciis erster Nummer-eins-Hit seiner Heimat Schweden, ebenso wie in Ungarn, Schottland und der Slowakei. Ende November 2011 stieg es auch in den Vereinigten Staaten in die Charts ein. Während es in den Singlecharts bis auf Platz 60 vorrückte, hielt es sich eine Woche an der Spitze der Kategorie „Dance Club Songs“. Auf der Streaming-Plattform Spotify verzeichnet Levels im Radio Edit über 720 Millionen Aufrufe, hinzu kommen 96 Millionen Streams in der Original Version.
| ChartsChartplatzierungen       | Höchstplatzierung | Wochen |
| ------------------------------ | ----------------- | ------ |
| Deutschland (GfK)              | 6 (60 Wo.)        | 60     |
| Österreich (Ö3)                | 4 (50 Wo.)        | 50     |
| Schweden (GLF)                 | 1 (122 Wo.)       | 122    |
| Schweiz (IFPI)                 | 5 (47 Wo.)        | 47     |
| Vereinigte Staaten (Billboard) | 60 (20 Wo.)       | 20     |
| Vereinigtes Königreich (OCC)   | 4 (50 Wo.)        | 50     |

| ChartsJahrescharts (2011) | Platzierung |
| ------------------------- | ----------- |
| Deutschland (GfK)         | 75          |
| Schweden (GLF)            | 21          |

| ChartsJahrescharts (2012)    | Platzierung |
| ---------------------------- | ----------- |
| Deutschland (GfK)            | 23          |
| Österreich (Ö3)              | 23          |
| Schweden (GLF)               | 3           |
| Schweiz (IFPI)               | 19          |
| Vereinigtes Königreich (OCC) | 59          |

| ChartsJahrescharts (2013) | Platzierung |
| ------------------------- | ----------- |
| Schweden (GLF)            | 43          |

| ChartsJahrescharts (2018) | Platzierung |
| ------------------------- | ----------- |
| Schweden (GLF)            | 54          |

| ChartsJahrescharts (2010–2019) | Platzierung |
| ------------------------------ | ----------- |
| Österreich (Ö3)                | 71          |

### Auszeichnungen für Musikverkäufe
| Land/Region                  | Auszeichnungen für Musikverkäufe (Land/Region, Auszeichnung, Verkäufe) | Verkäufe  |
| ---------------------------- | ---------------------------------------------------------------------- | --------- |
| Australien (ARIA)            | 7× Platin                                                              | 490.000   |
| Belgien (BRMA)               | Platin                                                                 | 30.000    |
| Brasilien (PMB)              | Diamant                                                                | 250.000   |
| Dänemark (IFPI)              | Platin                                                                 | 30.000    |
| Deutschland (BVMI)           | 3× Platin                                                              | 900.000   |
| Frankreich (SNEP)            | —                                                                      | 57.900    |
| Italien (FIMI)               | 2× Platin                                                              | 60.000    |
| Kanada (MC)                  | Gold                                                                   | 40.000    |
| Neuseeland (RMNZ)            | 4× Platin                                                              | 120.000   |
| Niederlande (NVPI)           | 4× Platin                                                              | 80.000    |
| Norwegen (IFPI)              | 5× Platin                                                              | 50.000    |
| Österreich (IFPI)            | Platin                                                                 | 30.000    |
| Portugal (AFP)               | Gold                                                                   | 5.000     |
| Schweden (IFPI)              | 8× Platin                                                              | 320.000   |
| Schweiz (IFPI)               | 2× Platin                                                              | 60.000    |
| Spanien (Promusicae)         | Platin                                                                 | 60.000    |
| Vereinigte Staaten (RIAA)    | 3× Platin                                                              | 3.000.000 |
| Vereinigtes Königreich (BPI) | 3× Platin                                                              | 1.800.000 |
| Insgesamt                    | 2× Gold · 45× Platin · 1× Diamant ·                                    | 7.382.900 |

Hauptartikel: Avicii/Auszeichnungen für Musikverkäufe

## Remixe und Coverversionen
Am 20. Dezember 2011 wurde eine offizielle Remix-EP veröffentlicht, die Remixe von Cazzette und Skrillex enthielt. Auf der CD-Version waren zusätzlich Neuinterpretationen von Tom Rez, Clockwork und FTampa zu finden.
Die deutsche DJane Housekat verwendete für ihr im Februar 2013 veröffentlichtes Lied All the Time die Hookline von Levels. Die Melodie wurde dabei rückwärts gespielt.